# Fantasma d'amore
Fantasma d'amore és una pel·lícula dramàtica de coproducció italiana, francesa i alemanya del 1981 dirigida per Dino Risi basada en la novel·la homònima de Mino Milani, i ambientada a Pavia.

## Argument
Nino Monti, un comptable de Pavia, es troba en un autobús un antic amor de joventut, Anna Brigatti, ara esvaïda i derrotada. La torna a veure amb relació a un delicte. Mentrestant, a través d'un metge amic s'assabenta que l'Anna ha mort de càncer ara fa tres anys, després de casar-se amb el comte Zighi i traslladar-se a Sondrio. Nino té l'oportunitat d'anar a Sondrio i torna a veure l'Anna, encara atractiva; els dos es troben a la riba del riu Ticino, als llocs del seu amor juvenil; però, en un accident banal, Anna s'ofega. Nino la tornarà a veure, vella i desfeta, a Pavia, on es tornarà a perdre a les aigües del Ticino. Nino es troba en una residència d'avis on la jove Anna torna a aparèixer sota la disfressa d'una infermera

## Repartiment
- Romy Schneider - Anna Brigatti Zighi
- Marcello Mastroianni - Nino Monti
- Eva Maria Meineke - Teresa Monti
- Wolfgang Preiss - Comte Zighi
- Michael Kroecher - Don Gaspare
- Paolo Baroni - Ressi
- Victoria Zinny - Loredana
- Giampiero Becherelli - Prof. Arnaldi
- Ester Carloni
- Riccardo Parisio Perrotti
- Raf Baldassarre - Luciano
- Maria Simona Peruzzi
- Liliana Pacinotti
- Adriana Giuffrè

## Banda sonora
La pel·lícula té una banda sonora composta per Riz Ortolani, que per aquella ocasió havia cridat al rei del Swing Benny Goodman, qui va venir especialment a Roma i va gravar amb el seu clarinet la banda sonora.

## Premis
- Fou exhibida al Festival Internacional de Cinema de Chicago de 1982, on Risi fou nominat a l'Hugo d'Or[2][4]
- A la 26a edició dels Premis Sant Jordi de Cinematografia (1982) Romy Schneider va rebre el premi a la millor actuació estrangera.[5]